# Bürgerpflicht
Bürgerpflicht ist eine Beschreibung für Pflichten, die sich aus der Staatsbürgereigenschaft (Staatsangehörigkeit zu einem bestimmten Staat) ergeben. Geregelt sind bürgerliche Pflichten in zahlreichen Gesetzen, bei Nichterfüllung der Pflichten kann es zu Strafen oder anderen Sanktionen kommen. Staatsbürgerliche Pflichten stellen ein Gegengewicht zu staatsbürgerlichen Rechten, also den Bürgerrechten wie beispielsweise dem Wahlrecht, sowie der Fürsorgepflicht des Staates für seine Bürger auch im Ausland dar. Zusätzlich kann es zu Pflichten für alle Einwohner eines Staates kommen, egal ob diese Staatsbürger sind oder nicht, wie zum Beispiel die Meldepflicht des Wohnsitzes, die Steuerpflicht, die Schulpflicht und die Bildungspflicht. Auch hier kann es bei einer Nichterfüllung zu staatlichen Sanktionen und strafrechtlichen Konsequenzen kommen.

## Geschichte
Die Mitwirkung in Löschmannschaften in Form von Pflichtfeuerwehren Anfang des 19. Jahrhunderts war in einigen europäischen Ländern eine Bürgerpflicht. So war gefordert, „daß bei einer Feuersbrunst mit Muth und Entschlossenheit, zugleich aber auch mit Vorsicht und Besonnenheit diesem ehrenvollen Vertrauen und dieser Bürgerpflicht nach Kräften zu entsprechen“ war. Beispielsweise erließ die herzoglich-nassauische Regierung im November 1826 eine diesbezügliche Verordnung für ihr Herrschaftsgebiet.

## Arten von Bürgerpflichten
Folgende Bürgerpflichten sind aufgrund der Staatsbürgerschaft in vielen Ländern vorgeschrieben:
- die Wehrpflicht zur Ableistung des Wehrdienstes oder Zivildienstes, wie beispielsweise in Österreich und der Schweiz
- der Pflichtdienst bei weiteren Sicherheitskräften, wie Polizeien, Grenzschutzdiensten oder ähnlichen Formationen, wie dies bei der Grenzschutzdienstpflicht in Deutschland der Fall war
- die Wahlpflicht verpflichtet die Wahlberechtigten zur Teilnahme an einer Wahl, beispielsweise zu einem Parlament oder zu einem Gremium an einer Universität
- die Pflicht, als Laienrichter an einem Schöffen- oder Geschworenengericht teilzunehmen
- die Pflicht zur Mitwirkung in einer bestehenden Pflicht- oder Milizfeuerwehr, wie generell in der Schweiz üblich, in Ausnahmefällen auch in Deutschland und Österreich
- der verpflichtende Einsatz bei Katastrophenfällen, in Deutschland im Rahmen der Deichhilfe
- die (verpflichtenden bzw. allgemeinen) Gemeindedienste zur Verrichtung von Naturaldiensten in den D-A-CH-Ländern, wie die Durchführung von Wartungs- und Erhaltungsarbeiten
- die zivile Dienstpflicht, die staatliche Verpflichtung zu Verrichtung von Arbeiten

## Bürgerliche Ehrenämter
Neben den Bürgerlichen Pflichten und Rechten bestehen die staatsbürgerlichen Ehrenämter, die meist nur mit einer in der Regel steuerfreien Aufwandsentschädigung verbunden sind, nicht aber einer Bezahlung für den Zeitaufwand, sind z. B.:
- Teilnahme als Wahlhelfer bei Wahlen zum Bundestag, Europaparlament, Landtag, Gemeindevertretung (geregelt in den Wahlgesetzen und -ordnungen des Bundes und der Länder)
- Mitarbeit als ehrenamtlicher Richter
- Mitwirkung bei einer Freiwilligen Feuerwehr
- Übernahme von Vormundschaften und Betreuungen (§§ 1786, 1898 BGB).